# Armindo Valente
Tranquillo Armindo Valente (Cinto Euganeo, 27 luglio 1917 – Vimodrone, 3 giugno 2005) è stato un calciatore italiano, di ruolo centrocampista.

## Carriera
Inizia l'attività calcistica nel Dopolavoro Aziendale Innocenti di Milano, con cui partecipa al campionato di Prima Divisione 1941-1942. L'anno successivo è al Piacenza, con cui gioca nel campionato di Serie C, e poi disputa il Torneo Benefico Lombardo 1944-1945 nelle file della Gallaratese.
Dopo la fine della guerra milita nell'Altamura; nella stagione 1946-1947 ha giocato 16 partite in Serie B nell'Unione Sportiva Arsenale. A fine anno la squadra si fuse con l'Associazione Sportiva Taranto (appena retrocesso in Serie C), dando vita all'Unione Sportiva Arsenaltaranto; Valente fu riconfermato per la stagione 1947-1948, nella quale segnò un gol in 32 presenze in Serie B.
Rimase poi nell'Arsenaltaranto anche nella stagione 1948-1949, nella quale giocò 7 partite senza mai segnare, venendo poi messo in lista di trasferimento a fine campionato. Chiude la carriera con tre campionati nella Valenzana, nelle serie minori.
In carriera ha totalizzato complessivamente 55 presenze ed un gol in Serie B.

## Palmarès

### Club

#### Competizioni regionali
- Prima Divisione: 1

Valenzana: 1949-1950